# Jun Shimizu
Jun Shimizu (japanisch 清水 純 Shimizu Jun; * 21. Mai 1985 in der Präfektur Saitama) ist ein ehemaliger japanischer Fußballspieler.

## Karriere
Shimizu erlernte das Fußballspielen in der Universitätsmannschaft der Asia-Universität. Seinen ersten Vertrag unterschrieb er 2008 bei Banditonce Kakogawa. Für den Verein absolvierte er 12 Ligaspiele. 2009 wechselte er zu Fukushima United FC. Am Ende der Saison 2012 stieg der Verein in die Japan Football League auf. Am Ende der Saison 2013 stieg der Verein in die J3 League auf. Für den Verein absolvierte er 67 Ligaspiele. Ende 2014 beendete er seine Karriere als Fußballspieler.